# Krescsenszkoje
Krescsenszkoje (orosz betűkkel: Крещенское, baskír nyelven: Крещенский) falu Oroszországban, a Baskír Köztársaságban, a Miskinói járásban.

## Népesség
- 2002-ben 33 lakosa volt, melynek 67%-a mari, 27%-a orosz.
- 2010-ben 29 lakosa volt.